# Oecobius selvagensis
Espèce
Oecobius selvagensis est une espèce d'araignées aranéomorphes de la famille des Oecobiidae.

## Distribution
Cette espèce est endémique des îles Selvagens près de Madère au Portugal.

## Description
La femelle holotype mesure 1,8 mm.

## Étymologie
Son nom d'espèce, composé de selvag[en] et du suffixe latin -ensis, « qui vit dans, qui habite », lui a été donné en référence au lieu de sa découverte, les îles Selvagens.

## Publication originale
- Wunderlich, 1995 : Zu Ökologie, Biogeographie, Evolution und Taxonomie einiger Spinnen der Makaronesischen Inseln (Arachnida: Araneae). Beiträge zur Araneologie, vol. 4, p. 385-439.